# Islas Yijiangshan
Las islas Yijiangshan (en chino, 一江山島; pinyin, Yījiāngshān Dǎo) son dos pequeñas islas localizadas a ocho millas del grupo de islas Tachen, situadas entre Shanghái y Keelung en aguas del mar de China Oriental.
Durante la primera crisis del estrecho de Taiwán fue capturada el 20 de enero de 1955 por el Ejército Popular de Liberación (EPL) a la República de China (ROC o Taiwán) que la poseía hasta entonces. Las fuerzas nacionalistas la perdieron en la batalla de Yijiangshan incluso cuando la Séptima Flota de Estados Unidos se encontraban patrullando cerca.